# Списък с епизоди на „Стар Трек: Оригиналният сериал“
Създаден от Джийн Родънбъри, научнофантастичният телевизионен сериал Стар Трек (който по-късно бива наричан Стар Трек: Оригиналният сериал) с участието на Уилям Шатнър в ролята на капитан Джеймс Т. Кърк, Ленърд Нимой като Спок и ДеФорест Кели като д-р Ленърд Маккой на борда на космическия кораб на Обединената Федерация от планети Ентърпрайз. Сериалът първоначално се излъчва от септември 1966 г. до юни 1969 г. по NBC.
Това е първият телевизионен сериал от поредицата Стар Трек и се състои от 79 епизода през трите сезона на сериала, заедно с оригиналния пилотен епизод на сериала, „The Cage“.
След спирането на сериала, Paramount Television пуска Стар Трек за телевизионните мрежи като синдикален пакет, където популярността му нараства, за да се превърне в "основен феномен в популярната култура". Тази популярност в крайна сметка води до разрастване на каталога на Стар Трек, който до 2022 г. включва още девет телевизионни сериала и тринадесет пълнометражни филма.
През 2006 г. CBS Paramount Domestic Television (сега CBS Television Distribution) обявява, че всеки епизод от оригиналния сериал ще бъде повторно синдикиран във висока разделителна способност, след като бъде подложен на цифров ремастеринг, включително нови и подобрени визуални ефекти.

## Сезони
| Сезон | Сезон | Епизоди | Първо излъчване                        |
| ----- | ----- | ------- | -------------------------------------- |
|       | 1     | 29      | 8 септември 1966 г. – 13 април 1967 г. |
|       | 2     | 26      | 15 септември 1967 г. – 29 март 1968 г. |
|       | 3     | 24      | 20 септември 1968 г. – 3 юни 1969 г.   |

### Епизоди
Списъкът по-долу описва епизодите на сериала в ред на продукцията, включително оригиналния пилотен сериал, „The Cage“. Докато DVD изданията на "пълния сезон" следват оригиналния ред на излъчване, оригиналните епизодични DVD издания са номерирани по ред на продукция.
| Пилотни | Пилотни                        |
| ------- | ------------------------------ |
| 01      | "The Cage"                     |
| 02a     | "Where No Man Has Gone Before" |

| Сезон 1 | Сезон 1                           |
| ------- | --------------------------------- |
| 02b     | "Where No Man Has Gone Before"    |
| 03      | "The Corbomite Maneuver"          |
| 04      | "Mudd's Women"                    |
| 05      | "The Enemy Within"                |
| 06      | "The Man Trap"                    |
| 07      | "The Naked Time"                  |
| 08      | "Charlie X"                       |
| 09      | "Balance of Terror"               |
| 10      | "What Are Little Girls Made Of?"  |
| 11      | "Dagger of the Mind"              |
| 12      | "Miri"                            |
| 13      | "The Conscience of the King"      |
| 14      | "The Galileo Seven"               |
| 15      | "Court Martial"                   |
| 16      | "The Menagerie, Parts I and II"   |
| 17      | "Shore Leave"                     |
| 18      | "The Squire of Gothos"            |
| 19      | "Arena"                           |
| 20      | "The Alternative Factor"          |
| 21      | "Tomorrow Is Yesterday"           |
| 22      | "The Return of the Archons"       |
| 23      | "A Taste of Armageddon"           |
| 24      | "Space Seed"                      |
| 25      | "This Side of Paradise"           |
| 26      | "The Devil in the Dark"           |
| 27      | "Errand of Mercy"                 |
| 28      | "The City on the Edge of Forever" |
| 29      | "Operation: Annihilate!"          |

| Сезон 2 | Сезон 2                       |
| ------- | ----------------------------- |
| 30      | "Catspaw"                     |
| 31      | "Metamorphosis"               |
| 32      | "Friday's Child"              |
| 33      | "Who Mourns for Adonais?"     |
| 34      | "Amok Time"                   |
| 35      | "The Doomsday Machine"        |
| 36      | "Wolf in the Fold"            |
| 37      | "The Changeling"              |
| 38      | "The Apple"                   |
| 39      | "Mirror, Mirror"              |
| 40      | "The Deadly Years"            |
| 41      | "I, Mudd"                     |
| 42      | "The Trouble with Tribbles"   |
| 43      | "Bread and Circuses"          |
| 44      | "Journey to Babel"            |
| 45      | "A Private Little War"        |
| 46      | "The Gamesters of Triskelion" |
| 47      | "Obsession"                   |
| 48      | "The Immunity Syndrome"       |
| 49      | "A Piece of the Action"       |
| 50      | "By Any Other Name"           |
| 51      | "Return to Tomorrow"          |
| 52      | "Patterns of Force"           |
| 53      | "The Ultimate Computer"       |
| 54      | "The Omega Glory"             |
| 55      | "Assignment: Earth"           |

| Сезон 3 | Сезон 3                                              |
| ------- | ---------------------------------------------------- |
| 56      | "Spectre of the Gun"                                 |
| 57      | "Elaan of Troyius"                                   |
| 58      | "The Paradise Syndrome"                              |
| 59      | "The Enterprise Incident"                            |
| 60      | "And the Children Shall Lead"                        |
| 61      | "Spock's Brain"                                      |
| 62      | "Is There in Truth No Beauty?"                       |
| 63      | "The Empath"                                         |
| 64      | "The Tholian Web"                                    |
| 65      | "For the World Is Hollow and I Have Touched the Sky" |
| 66      | "Day of the Dove"                                    |
| 67      | "Plato's Stepchildren"                               |
| 68      | "Wink of an Eye"                                     |
| 69      | "That Which Survives"                                |
| 70      | "Let That Be Your Last Battlefield"                  |
| 71      | "Whom Gods Destroy"                                  |
| 72      | "The Mark of Gideon"                                 |
| 73      | "The Lights of Zetar"                                |
| 74      | "The Cloud Minders"                                  |
| 75      | "The Way to Eden"                                    |
| 76      | "Requiem for Methuselah"                             |
| 77      | "The Savage Curtain"                                 |
| 78      | "All Our Yesterdays"                                 |
| 79      | "Turnabout Intruder"                                 |

## Отменени пилотни епизоди
Пилотният епизод на Стар Трек, „The Cage“, е завършен между ноември 1964 г. и януари 1965 г. и е с участието на Джефри Хънтър в ролята на капитан Кристофър Пайк, Мейджъл Барет като Първи и Ленърд Нимой като Спок. Епизодът е отхвърлен от NBC като "твърде сложен" наред с други оплаквания. Джефри Хънтър избира да се оттегли от ролята на Пайк, когато създателят Джийн Родънбъри е помолен да продуцира втория пилотен епизод „Where No Man Has Gone Before“. Леко редактирана версия със същото заглавие е излъчена през 1966 г. като трети епизод от първи сезон.
"The Cage" никога не е бил излъчван по време на оригиналното издание на Стар Трек. Той е представен от Родънбъри като черно-бял работен отпечатък на различни конвенции за научна фантастика през годините след спирането на Стар Трек, и не е пуснат на домашно видео до 1986 г., когато Paramount Home Video продуцира „възстановено“ издание на „The Cage“ (комбинация от оригиналните черно-бели кадри и цветни части от епизод от Сезон 1 „The Menagerie“), заедно с въведение от Джийн Родънбъри.

## Сезон 1 (1966—1967)
След като вторият пилотен епизод на Родънбъри, „Where No Man Has Gone Before“, получава по-благоприятен отговор от NBC, Стар Трек най-накрая излъчва първия си епизод — „The Man Trap“ — в 20:30 ч. на 8 септември 1966 г. "Where No Man...", който в крайна сметка е излъчен в редактиран формат като трети епизод на сериала, запазва само Спок като персонаж от "The Cage", но представя Уилям Шатнър като капитан Джеймс Т. Кърк, Джеймс Доуън като главен инженер Скоти и Джордж Такей като кормчия Сулу. Към актьорския състав се включват и ДеФорест Кели като корабния лекар д-р Ленърд Маккой и Нишел Никълс като комуникационния офицер Ухура в „The Man Trap“; първият излъчен епизод от сериала.
Въпреки че нейният персонаж на Първи не е запазен от "The Cage", Мейджъл Барет се завръща в поредицата с нов такъв, медицинската сестра Кристин Чапъл. 
Първият сезон на Стар Трек се състои от 29 епизода, включително епизода от две части „The Menagerie“, който включва почти всички кадри от оригиналния пилотен епизод „The Cage“. Други забележителни епизоди включват "Balance of Terror", който представя Ромуланите; „Space Seed“, който представя Кан Нуниен Сингх и служи като основа за филма Стар Трек II: Гневът на Хан; "Errand of Mercy", в който Клингоните се появяват за първи път; и одобрения от критиците епизод, спечелил наградата Хюго  „The City on the Edge of Forever“, в който Кърк, Спок и Маккой пътуват в миналото чрез Пазителя на вечността.

## Сезон 2 (1967—1968)
Вторият сезон от 26 епизода започва през септември 1967 г. с „Amok Time“, който представя актьора Уолтър Кьониг като руския навигатор Павел Чеков и дава на зрителите първи поглед към родния свят на Спок, планетата Вулкан. Сезонът включва и такива забележителни епизоди като "Mirror, Mirror", който представя злата "огледална вселена"; „Journey to Babel“, включващ представянето на родителите на Спок Сарек и Аманда; и "The Trouble with Tribbles", който по-късно ще бъде преразгледан в епизод от 1973 г. на Стар Трек: Анимационният сериал и епизод от 1996 г. на Стар Трек: Космическа станция 9. Сезонът завършва с "Assignment: Earth", опит за стартиране на спин-оф телевизионен сериал, чието действие се развива през 1960-те години.

## Сезон 3 (1968—1969)
След втория сезон на Стар Трек, NBC искат да прекратят сериала, поради ниски рейтинги. Водени от феновете Бьо и Джо Тримбъл, зрителите заливат NBC с писма, протестиращи срещу прекратяването на сериала и умоляващи телевизията да поднови сериала за още една година.
След като NBC се съгласяват да продуцират трети сезон, телевизията обещава на Джийн Родънбъри, че сериала ще бъде излъчен в благоприятен часови интервал (понеделник от 19:30 ч.), но по-късно променя програмата си, така че Стар Трек да се излъчва в така наречения „смъртен интервал“ — петък вечер в 22:00 ч. В допълнение към „зле подредения“ график, бюджетът на сериала е „сериозно намален“.
Последният сезон от 24 епизода на Стар Трек започва през септември 1968 г. с "Spock's Brain". Третият сезон също включва "The Tholian Web", където Кърк попада в капан между вселени; този епизод по-късно е преразгледан в два епизода от 2005 г. на предисторията Стар Трек: Ентърпрайз. Последният епизод от поредицата, „Turnabout Intruder“, е излъчен на 3 юни 1969 г., но Стар Трек в крайна сметка се връща по телевизията в анимационна форма, когато анимационният Стар Трек дебютира през септември 1973 г.